# Districtul Birtouta
Birtouta este un district din provincia Alger, Algeria.